# ホームパイ

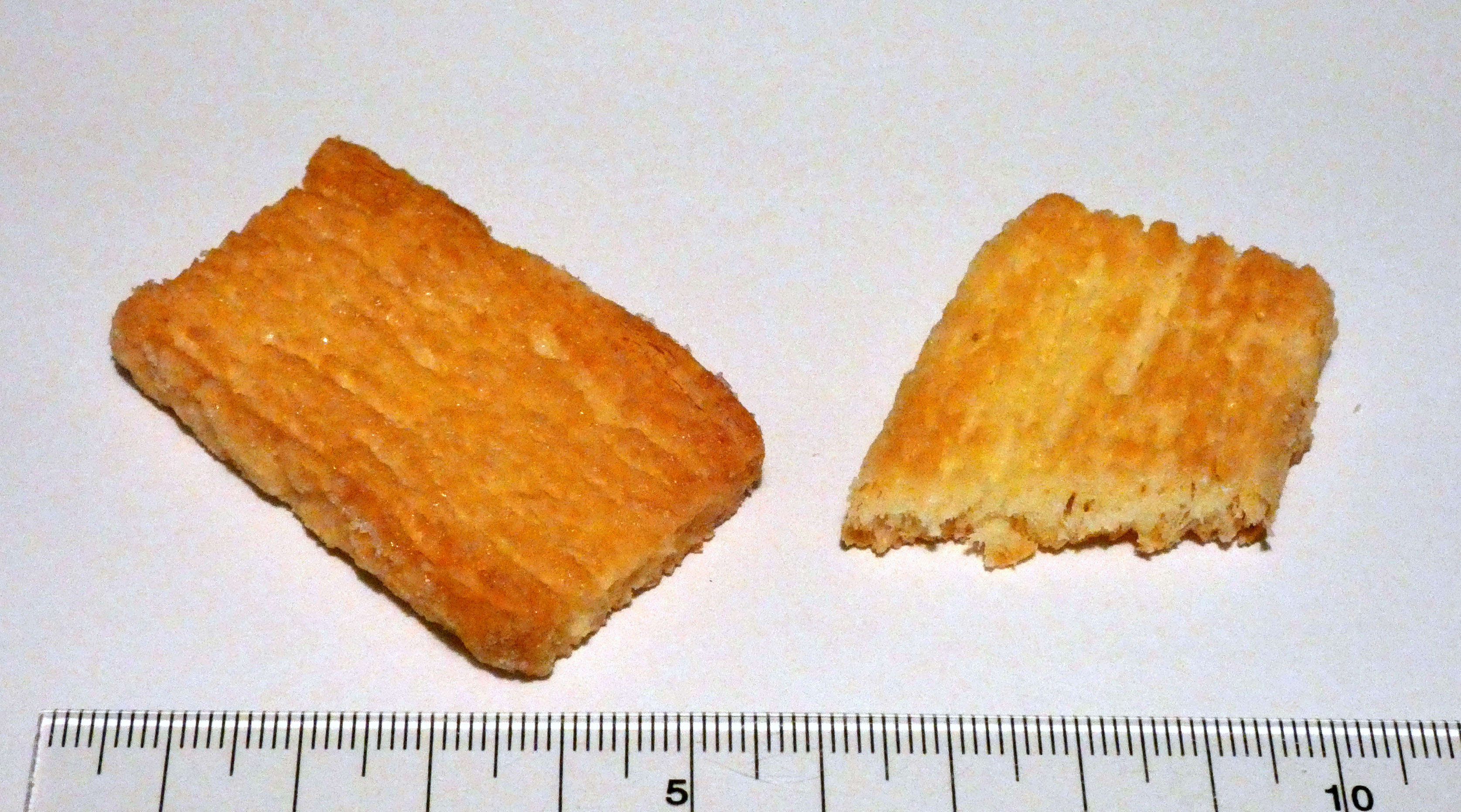

ホームパイは、株式会社不二家が製造・販売している洋菓子である。1968年（昭和43年）に発売を開始。薄く伸ばした生地にバターなどの油脂類を塗り、約700層に折りたたんで、カットしたものを焼き上げて作るパイである。内容量やパッケージは、時代によって変化がある。また、オリジナルのホームパイのほかに、「かりんと風味」等の種々の風味の製品も発売されている。2011年（平成23年）8月には、発酵バターを10%用い、生地を1000層に折りたたんだ「こだわりバター」が発売された。
2012年（平成24年）には、製造日当日に工場から消費者宅へ直接出荷を行う「工場直送!焼きたてホームパイ」をネット通販限定企画として発売した。